# Steve Duncan
Steve Duncan és un explorador urbà resident a la ciutat de Nova York. Ha explorat àmpliament la xarxa de clavegueram de Nova York i altres espais subterranis de la zona, com ara el sistema del Metro de Nova York i els túnels Amtrak que travessen la ciutat. Duncan també ha fotografiat i cartografiat clavegueres i infraestructures subterrànies d'indrets com París, Londres, Milà, Roma, Nàpols, Estocolm, Berlín, Moscou, Mont-real, Toronto, Chicago i Los Angeles. També va organitzar un programa de televisió a Discovery Channel el 2005 que es va emetre durant cinc episodis.